# NGC 5528
NGC 5528 (другие обозначения — MCG 2-36-60, ZWG 74.153, PGC 50981) — спиральная галактика (Sb) в созвездии Волопас.
Этот объект входит в число перечисленных в оригинальной редакции «Нового общего каталога».